# Mesolia monodella
Mesolia monodella là một loài bướm đêm trong họ Crambidae.